# 乙硫酰丙喹
乙硫酰丙喹是源自四氢异喹啉的α2-肾上腺素能受体激动剂。 它具有正肌力效应，在治疗慢性心力衰竭中有潜在用途。